# Simona Meiler
Simona Meiler, née le 13 septembre 1989 à Flims, est une snowboardeuse suisse spécialisée dans les épreuves de snowboardcross.
Elle a participé à deux mondiaux, où sa meilleure performance est une dixième place en snowboardcross en 2009 à Gangwon. En coupe du monde, elle est montée sur un podium avec une troisième place le 19 décembre 2009 à Telluride.

## Palmarès

### Championnats du monde
| Édition/Discipline | Snowboardcross |
| Mondiaux 2007      | 17e            |
| Mondiaux 2009      | 10e            |

### Coupe du monde
- Meilleur classement général : 32e en 2009.
- Meilleur classement de snowboardcross : 12e en 2009.
- 1 podium en snowboardcross.